# Sandwich américain

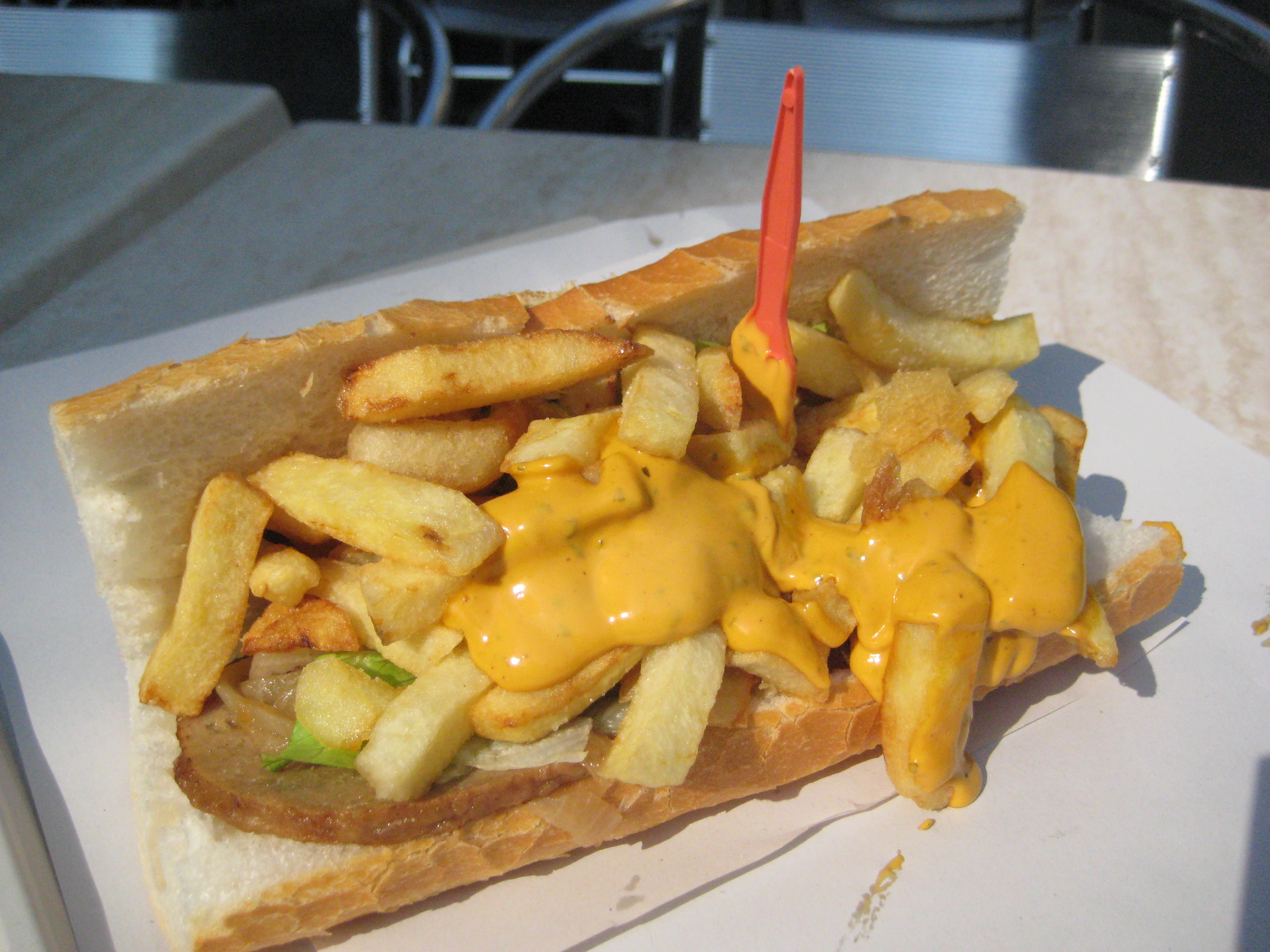
Une mitraillette, un sandwich d’aspect similaire à un américain.

Le sandwich américain est un type de sandwich comprenant une viande (steak haché, merguez, fricadelle, etc.) et des frites directement dans le pain. Selon les régions, on peut y rajouter du chèvre chaud.

## Variantes locales ou régionales

### Le sandwich américain en France continentale
Dans le nord de la France, ce sandwich est appelé « américain », celui-ci comporte les mêmes ingrédients que la mitraillette belge (steaks hachés, fricadelles, etc.).
Aujourd'hui, ce sandwich est aussi présent partout en France. En effet, dans les snacks et restaurants à kebabs, on trouve une variante de ce sandwich américain, ou plutôt un mélange entre mitraillette belge et sandwich américain. Couramment appelé un « américain », il est composé d'un pain spécial (pain pita), de viande hachée, de condiments aux choix (salade, tomates et oignons), accompagné de frites. Il est populaire dans ce type de restauration rapide, et on note diverses variantes de ce même sandwich (simplement la viande qui change, le sandwich étant nommé par la viande) : le köfte, l'escalope, etc.

#### Autres variantes
Dans certains endroits, en Bretagne notamment, on appelle « américain » un sandwich composé d'une demi-baguette et généralement garni de salade, tomates, œufs, beurre ou mayonnaise, accompagné de jambon ou poulet ou thon. La composition peut toutefois varier (ajout de tranches d'Emmental pour les sandwichs américains au jambon par exemple).

### Le sandwich américain à l'île de La Réunion

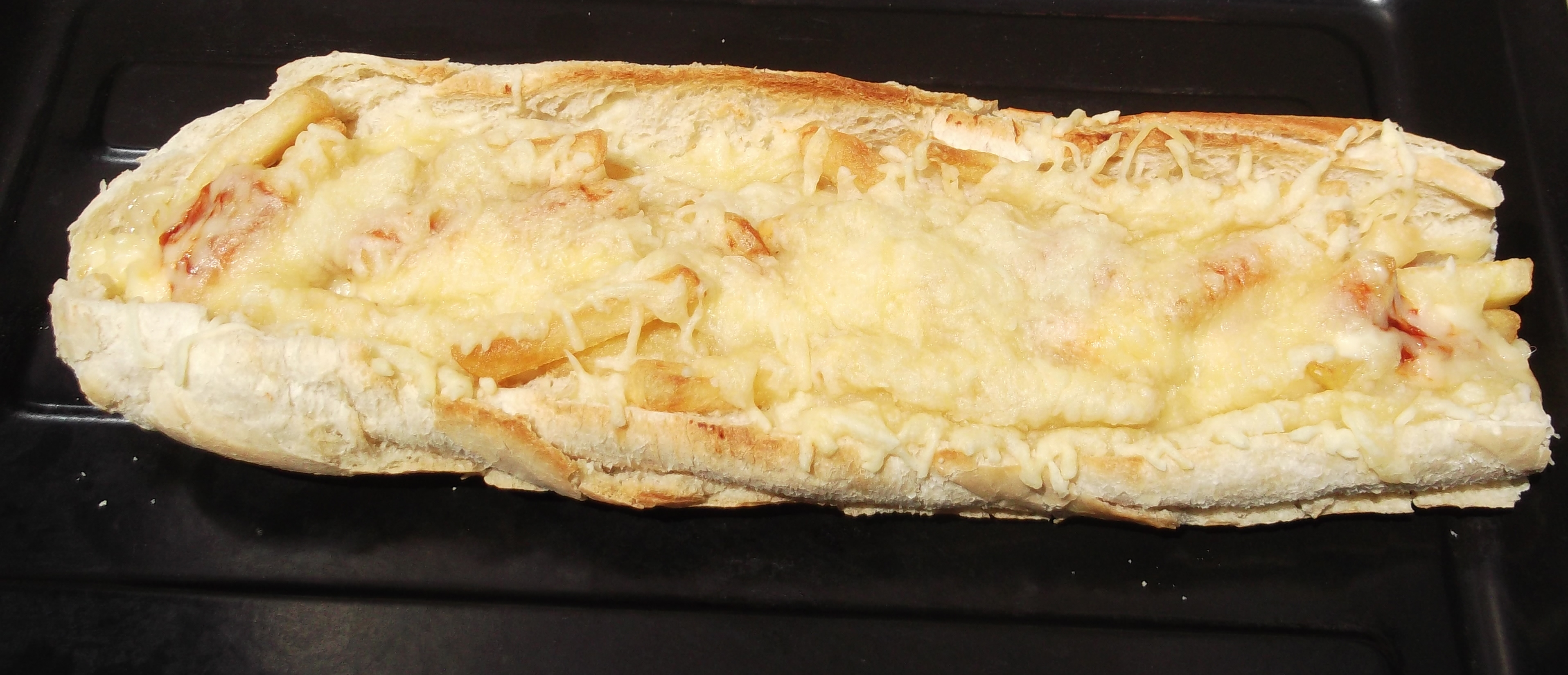
Sandwich américain de La Réunion.

Le sandwich américain est, à l'île de La Réunion, constitué d'un morceau de baguette tartinée de condiments au choix, originellement avec du jambon et des frites, le tout recouvert de fromage râpé. Le sandwich est généralement passé sous un gril. 
Ce sandwich a plusieurs variantes locales, le jambon est alors remplacé ou complété par des bouchons, des merguez, des saucisses à hot-dog ou de la sarcive. Dans ce cas, on parle respectivement d'« américain-bouchon », « américain-merguez », « américain-hot-dog » ou « américain-sarcives ».

### La mitraillette belge
La mitraillette est une préparation culinaire populaire belge. Très répandue dans les friteries et les snacks, elle est constituée d'une demi-baguette contenant une viande cuite, servie chaude (ou parfois froide), des frites et de la sauce. La mitraillette est également connue sous le nom de « routier » en région liégeoise ou « spécial », « pain spécial », « pain frites » ou « mini » dans la région du Centre (parfois même abrégé en « spetch »).